# Megatron (motor)
A Megatron egy amerikai pénzügyi társaság, mely az Arrows Formula–1-es csapatának szponzora volt, és 2 éven keresztül motorai is ezen a néven futottak.

## Történet
Az Arrows 1986 végén motor nélkül maradt. Szerződést kötött a BMW-vel, amely gyár régi motorjait megkapta. Svájcban Heini Mader készítette fel az erőforrásokat, melyeket a csapat használt. Az Arrowson kívül még a másik motor nélkül maradó csapat, a francia Ligier is ezeket az erőforrásokat használta 1987-ben.

### 1987
A teljesítmény változó: az Arrows 11 pontot szerzett a szezonban, míg a Ligier egyet, így a szezon végén szerződését felbontotta. Érdemes megjegyezni, hogy a BMW motor által hajtott Brabham mindössze 10 pontot szerzett, kevesebbet, mint az Arrows.

### 1988
A csapatok 2 fajta erőforrást használhattak: 1,5 literes turbót, vagy 3 literes szívómotrot.
Az Arrows a Megatron motorokat használta, így a turbó záró szezonjában nagy esély kínálkozott egy jó eredmény elérésére, az erősebb turbómotorral. A csapat holtversenyben a 4. helyen zárt, és így a Megatron, és ezáltal a BMW szépen búcsúzott a Formula–1-től, egészen 2000-es visszatéréséig.

### Eredmények
A Megatron motorral a versenyzők összesen 35 pontot szereztek, 12-t 1987-ben, 23-at pedig 1988-ban.
A Megatron erőforrással elért legjobb helyezés pedig egy 3. hely, melyet az 1988-as Olasz nagydíj-on ért el az amerikai Eddie Cheever. A legjobb rajthelyet pedig ugyanezen a futamon érte el szintén Eddie Cheever, ami egy 4. hely volt.
Ez is jól mutatja azt, hogy ebben az évben nagyon fontos volt a turbó motor, főleg az erősebb pályákon, mint Monza.